# Palais Wackerbarth

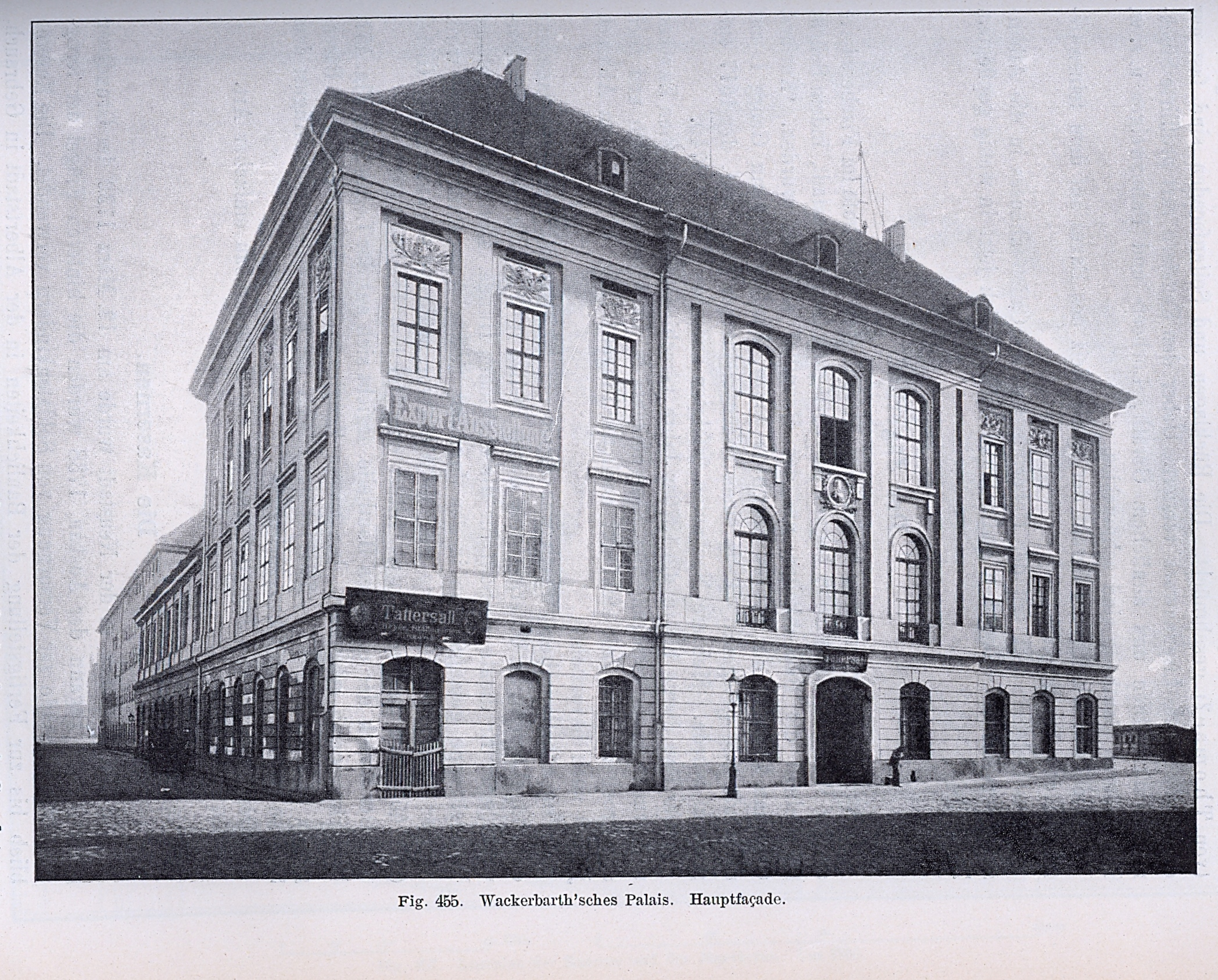
Palais Wackerbarth

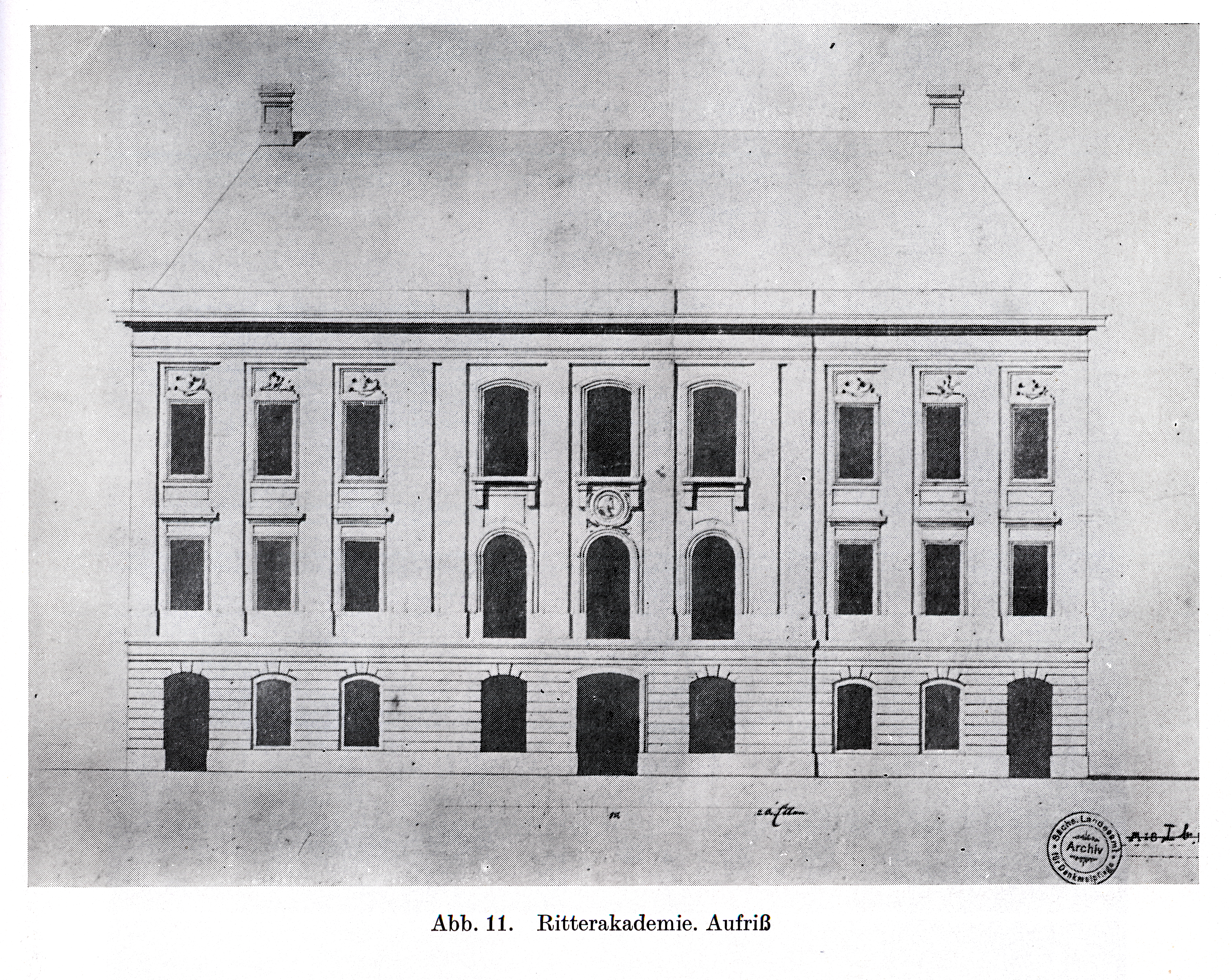
Ritterakademie (Palais Wackerbarth), Aufriss von Johann Christoph Knöffel

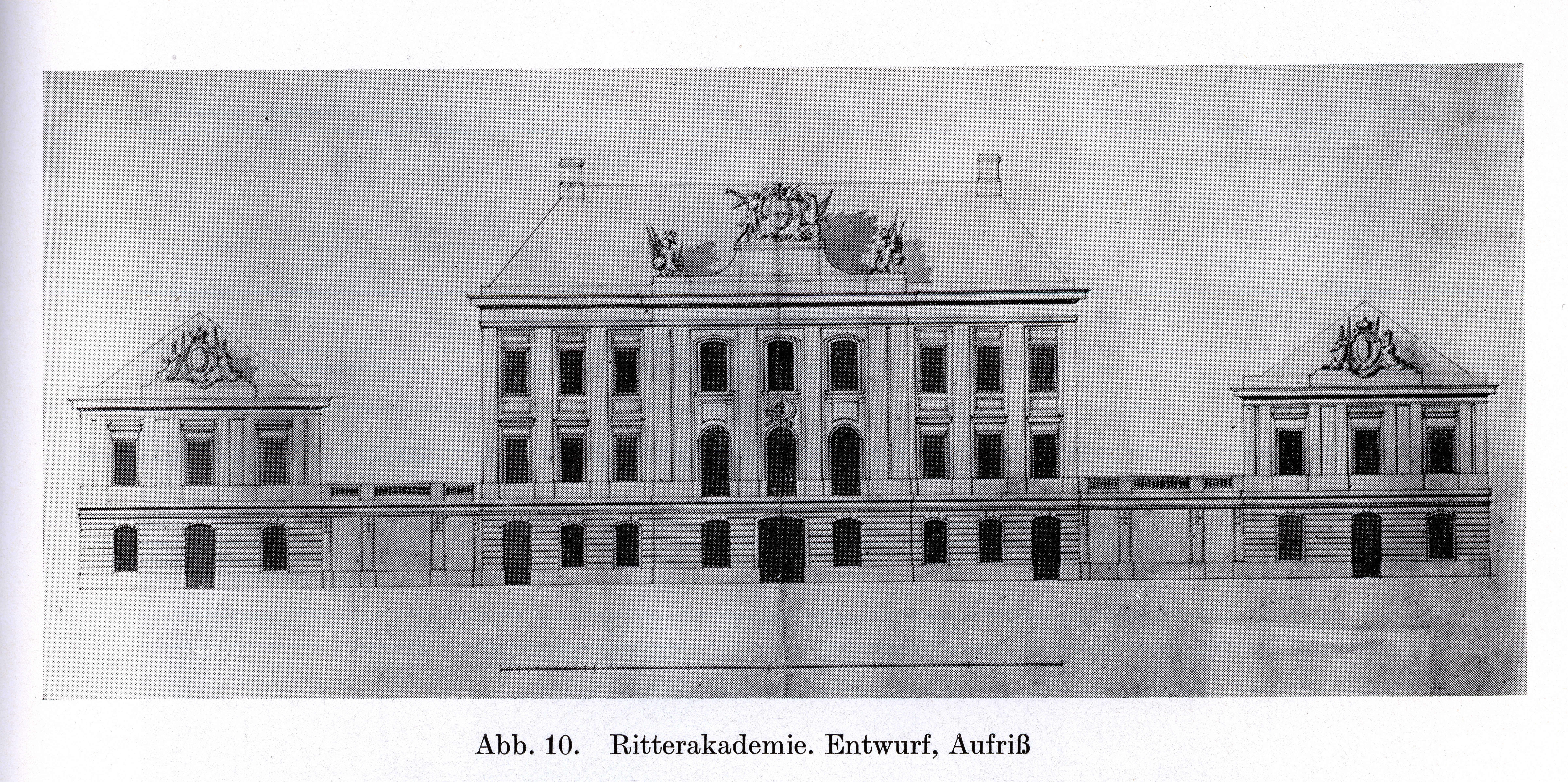
Ritterakademie (Palais Wackerbarth), Entwurf, Aufriss von Johann Christoph Knöffel

Das Palais Wackerbarth in der Dresdner Neustadt war eine Ritterakademie und später Amtssitz der sächsischen Denkmalpflege. Es befand sich östlich der Hauptstraße am heute nicht mehr erhaltenen Beaumontplatz zwischen der Neustädter Markthalle und dem Zirkus Sarrasani. Die Ritterstraße südlich der Markthalle erinnert noch heute namentlich daran.

## Geschichte
Das Palais wurde 1728 nach Entwürfen von Johann Christoph Knöffel für August Christoph von Wackerbarth als Ritterakademie erbaut. An den Entwürfen zwischen 1723 und 1726 sowie bei deren Errichtung war der Festungsbaumeister Johann Gottfried Findeisen beteiligt.

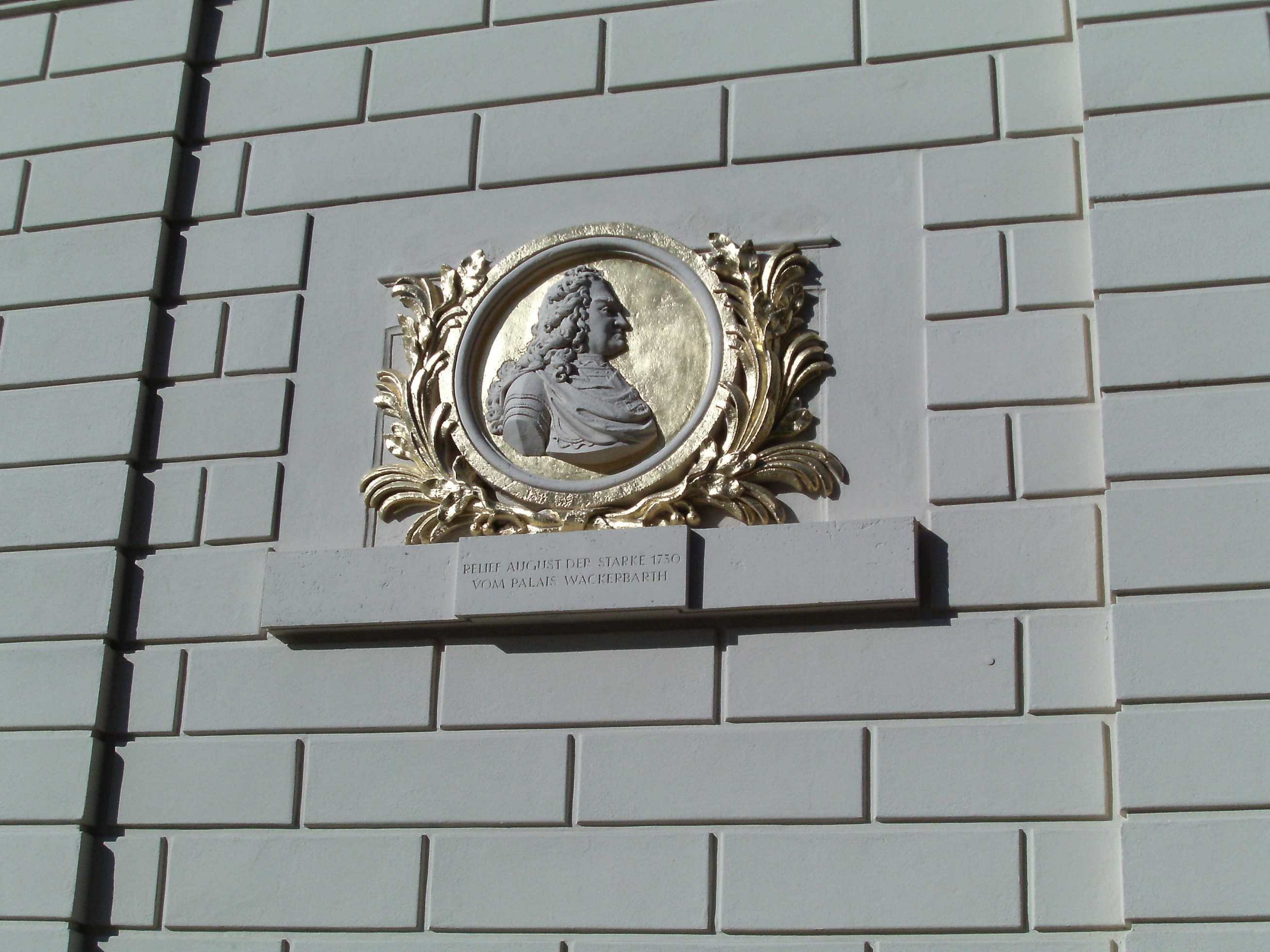
Relief Augusts des Starken am Dresdner Johanneum

Im Zweiten Weltkrieg beschädigt, wurde die Ruine 1962/1963 abgebrochen.
An der Kopfseite hatte das Gebäude in der mittleren Fensterachse zwischen dem ersten und zweiten Geschoss ein Medaillon mit dem Porträt Augusts des Starken von Johann Benjamin Thomae (1728). Es wurde vor dem Abbruch geborgen und befindet sich inzwischen am wiederaufgebauten Johanneum in der Altstadt.

## Beschreibung
Der neunachsige Kopfbau zeigte ein Sockelgeschoss mit Putzstreifen. Darüber erhoben sich zwei Obergeschosse, deren einzelne Achsen durch Lisenen zusammengefasst waren. Der mittlere Risalit war dreifenstrig und wurde an den Seiten durch doppelte Lisenen und in der Mittelachse durch ein einfaches Stichbogenportal, durch Rundbogenfenster im ersten und durch Stichbogenfenster im zweiten Geschoss gegliedert. Im Innern gab es eine doppelläufige, halbkreisförmige Treppe, die bis in das zweite Geschoss führte.